# Actividad física

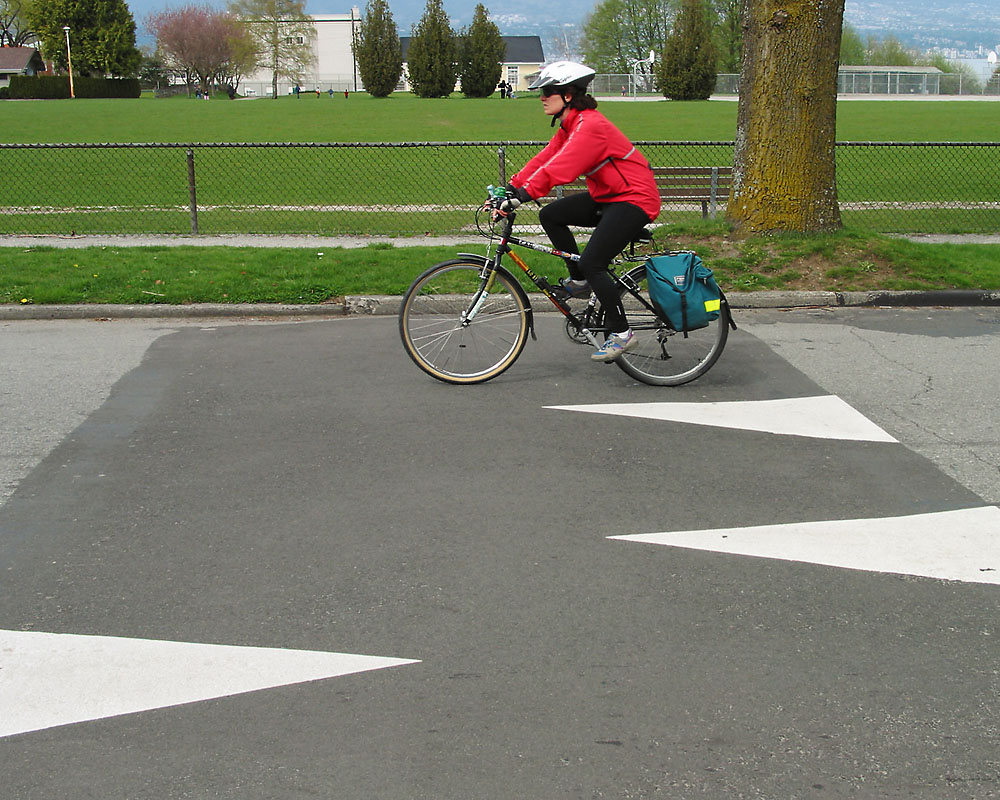
La actividad física recomendada debe ser fundamentalmente aeróbica, como el ir en bicicleta.

Se considera actividad física a cualquier movimiento corporal producido por los músculos que exija gasto de energía. Una actividad tiene muchos conceptos: nadar, correr, jugar, saltar y montar en bicicleta, entre otros, como con otros jugadores.
Se describen cuatro áreas o dominios donde se clasifica la actividad física: tiempo libre, transporte, hogar y trabajo (o escuela para niños y niñas).
La actividad física a veces se utiliza por error como sinónimo de ejercicio físico, sin embargo, el ejercicio es una forma programada y planificada para mejorar la condición física. El ejercicio físico es una forma más de realizar actividad física en el tiempo libre o trabajo. Aparte del ejercicio, la actividad física también incluye otras actividades como puedan ser caminar, trabajar o limpiar.

## Recomendaciones de actividad física
Se recomienda que las personas deben realizar al menos 150 minutos de actividad física de intensidad moderada a vigorosa a la semana. Esto quiere decir que serían al menos 30 minutos de actividad física moderada a vigorosa en al menos 5 días de la semana. Esta puede ser realizada o acumulada en cualquiera de los cuatro dominios mencionados anteriormente.

## Efectos de la falta de actividad física
Se ha comunicado que los estudiantes de ambos sexos (niñas y niños) que presentan obesidad ven televisión más tiempo y realizan actividades menos intensas. También se ha demostrado en escolares obesos un bajo gasto energético de reposo y reducidos índices de actividad física, que incluye el deporte y la educación física.
La actividad física regular se asocia a menor riesgo de enfermedad cardiovascular, enfermedad coronaria, accidente cerebrovascular, mortalidad cardiovascular y total.
La actividad física no solo aumenta el consumo de calorías sino también el metabolismo basal, que puede permanecer elevado después de 30 minutos de acabar una actividad física moderada. La tasa metabólica basal puede aumentar un 10 % durante 48 horas después de la actividad física. La actividad física moderada no aumenta el apetito, incluso lo reduce. Las investigaciones indican que la disminución del apetito después de la actividad física es mayor en individuos que son obesos, que en los que tienen un peso corporal ideal.
Una reducción de calorías en la dieta junto con la actividad física puede producir una pérdida de grasa corporal del 98 %, mientras que si solo se produce una reducción de calorías en la dieta se pierde un 25 % de masa corporal magra, es decir, músculo, y menos de un 75 % de la grasa.
Por el contrario, el abuso de la actividad física sin planeación y vigilancia puede ser destructivo. Desde envejecimiento prematuro, desgaste emocional y físico hasta debilitamiento del sistema inmunológico.

## Beneficios de la actividad física
La práctica de la actividad física en forma sistemática y regular debe tomarse como un elemento significativo en la prevención, desarrollo y rehabilitación de la salud, mejoría de la posición corporal por el fortalecimiento de los músculos lumbares, prevención de enfermedades como la diabetes, la hipertensión arterial, lumbalgias, etc.
En general, los beneficios de la actividad física se pueden ver en los siguientes aspectos:
- A nivel orgánico: Aumento de la elasticidad y movilidad articular. Mayor coordinación, habilidad y capacidad de reacción. Ganancia muscular, la cual se traduce en el aumento del metabolismo, que a su vez produce una disminución de la grasa corporal (prevención de la obesidad y sus consecuencias). Aumento de la resistencia a la fatiga corporal (cansancio).

- A nivel cardíaco: Se aprecia un aumento de la resistencia orgánica, mejoría de la circulación, regulación del pulso y disminución de la presión arterial.[1]

- A nivel pulmonar: Se aprecia mejoría de la capacidad pulmonar y consiguiente oxigenación. Aumenta su capacidad, el funcionamiento de alvéolos pulmonares y el intercambio de la presión arterial, mejora la eficiencia del funcionamiento del corazón y disminuye el riesgo de arritmias cardíacas (ritmo irregular del corazón).

- A nivel metabólico: Disminuye la producción de ácido láctico, la concentración de triglicéridos, colesterol bueno y malo, ayuda a disminuir y mantener un peso corporal saludable, normaliza la tolerancia a la glucosa (azúcar), aumenta la capacidad de utilización de grasas como fuente de energía, el consumo de calorías, la concentración de colesterol bueno y mejora el funcionamiento de la insulina.

- A nivel de la sangre: Reduce la coagulabilidad de la sangre.

- A nivel neuroendocrino: Se producen endorfinas (hormonas ligadas a la sensación de bienestar), disminuye la producción de adrenalina, aumenta la producción de sudor y la tolerancia a los ambientes cálidos.

- A nivel del sistema nervioso: Mejora el tono muscular, los reflejos y la coordinación muscular.

- A nivel gastrointestinal: Mejora el funcionamiento intestinal y ayuda a prevenir el cáncer de colon.

- A nivel osteomuscular: Incrementa la fuerza, el número de terminaciones sanguíneas en el músculo esquelético, mejora la estructura, función y estabilidad de ligamentos, tendones, articulaciones y mejora la postura. Desarrolla la fuerza muscular que a su vez condiciona un aumento de la fuerza ósea, con lo cual se previene la osteoporosis.

- A nivel psíquico: Mejora la autoestima de la persona, incrementa la capacidad de fuerza de voluntad y de autocontrol, mejora la memoria, estimula la creatividad y la capacidad afectiva, disminuye la ansiedad, el estrés, la agresividad y la depresión.

Diversos estudios y revisiones indican un efecto positivo de la actividad física sobre la depresión, la ansiedad y problemas de conducta en niños y adolescentes. Sin embargo, estos estudios no se han actualizado desde su publicación inicial, por lo que es necesaria una revisión actualizada sobre la efectividad de las intervenciones basadas en el ejercicio para promover la autoestima en los niños y jóvenes.
Una revisión sistemática de 23 estudios, realizados en Estados Unidos, Canadá, Australia y Nigeria, y cuyos participantes fueron niños y adolescentes entre 3 y 20 años de edad, determinó que las intervenciones de ejercicios físicos tienen efectos positivos sobre la autoestima, al menos en el corto plazo. No hubo diferencias significativas en los efectos según la duración o el tipo de intervención, y dado que no se entregaron resultados de seguimiento, no se conocen los efectos a largo plazo. No obstante, existen varias deficiencias metodológicas y sesgos en los estudios, por lo que se necesitan más investigaciones que proporcionen evidencia más robusta.

## Consecuencias de la inactividad física
La falta de actividad física trae como consecuencia:

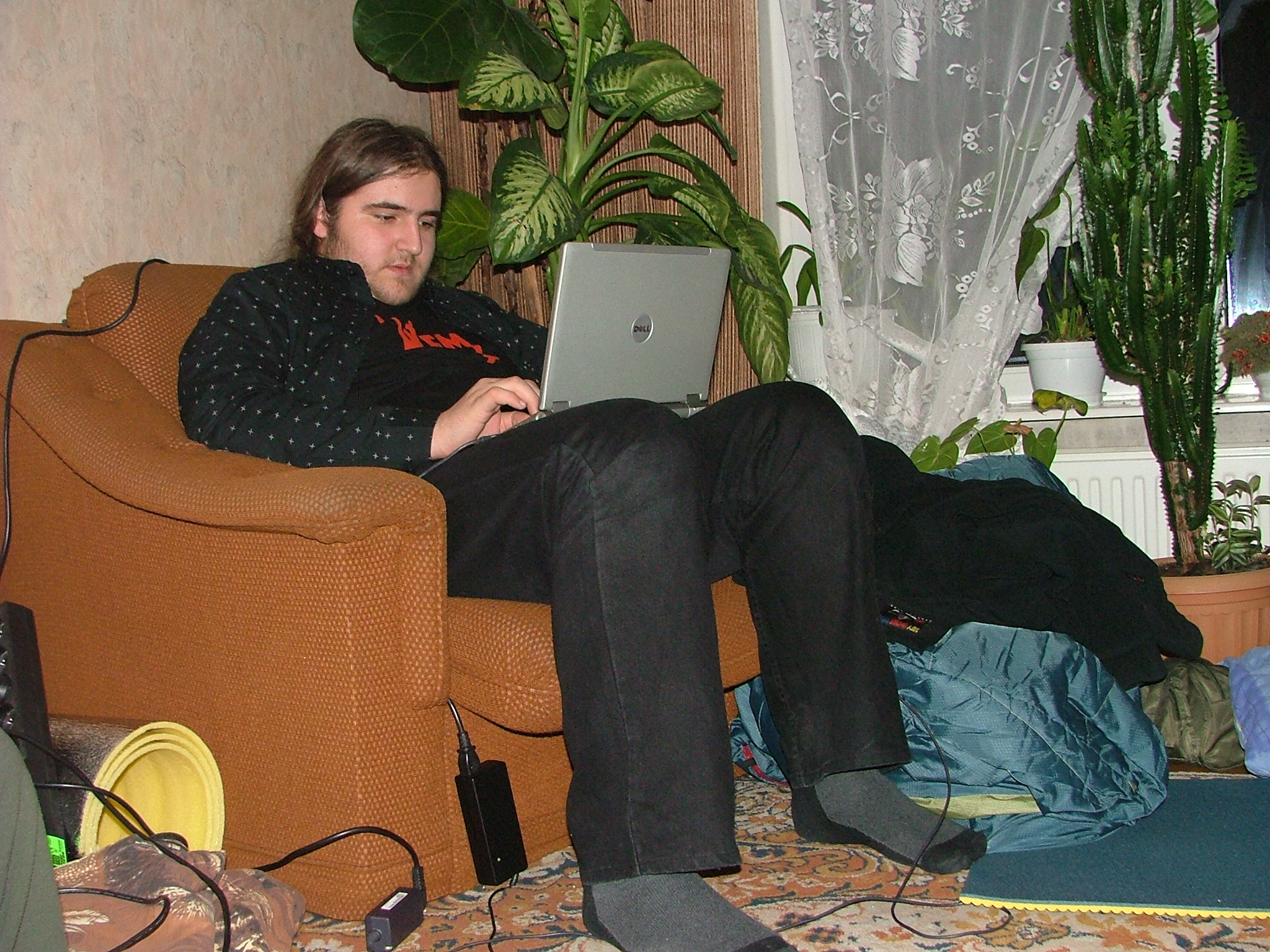
El sedentarismo físico es hoy en día muy frecuente en la sociedad y constituye un factor de riesgo para una amplia lista de enfermedades.

- El aumento de peso corporal por un desequilibrio entre el ingreso y el gasto de calorías, que puede alcanzar niveles catalogados como obesidad.[5]

- Disminución de la elasticidad y movilidad articular, hipotrofia muscular, disminución de la habilidad y capacidad de reacción.

- Ralentización de la circulación con la consiguiente sensación de pesadez y edemas, y desarrollo de dilataciones venosas (varices).

- Dolor lumbar y lesiones del sistema de soporte, mala postura, debido al poco desarrollo del tono de las respectivas masas musculares.

- Tendencia a enfermedades crónicas degenerativas como la hipertensión arterial, diabetes y síndrome metabólico.

- Sensación frecuente de cansancio, desánimo, malestar, poca autoestima relacionada con la imagen corporal, etc., lo que les impide realizar funciones básicas como respirar, dormir y/o caminar.

- Disminuye el nivel de concentración.

- Alteraciones en el sistema nervioso alcanzando algunas irreversibles.
- No realizar actividad física matutina.

## Actividades

### Actividad física de 5 a 25 años de edad
Estas son algunas actividades: juegos, rondas, práctica de algún deporte, actividades familiares, en la escuela, educación física, o quizá las actividades comunitarias, estas actividades son todas aquellas que nos mantengan en movimiento activo y con el fin de mejorar las funciones del cuerpo y mejorar o establecer la forma 

### Actividad física de 60 años en adelante
Son actividades de bajo impacto, por lo regular que sean ocupacionales, en este caso si la persona aún trabaja, actividades familiares, comunitarias, pero claro que sean de acuerdo a las necesidades y habilidades de la persona.